# Adalgisel Grimo

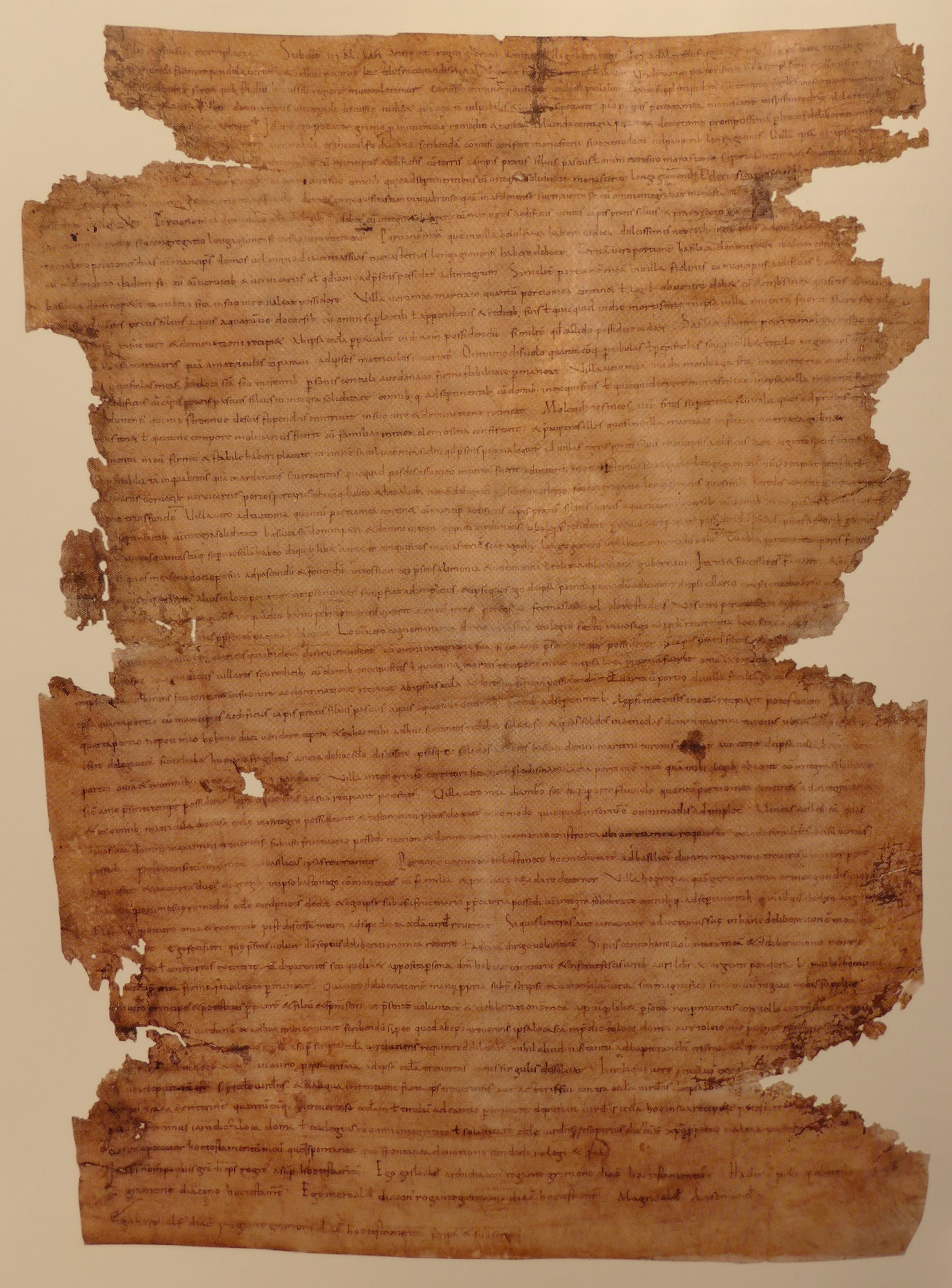
10e-eeuws afschrift van het testament van Grimo

Adalgisel Grimo († na 634) was een diaken en Austrasische edelman. Zijn testament van 30 december 634 is het oudst bekende vroegmiddeleeuwse document tussen Maas en Rijn en levert waardevolle inzichten in de geschiedenis van dit gebied. 
Een dubbelnaam zoals Adalgisel Grimo komt af en toe voor in vroegmiddeleeuwse bronnen. "Grimo" is een koosnaam afgeleid van een langer origineel. Hij kreeg zijn opleiding aan de kathedraalschool van Verdun en werd diaken onder bisschop Paul van Verdun. Vervolgens stichtte Grimo de abdij van Tholey. Zijn verspreide bezittingen tussen Maas en Rijn vermaakte hij per testament aan de Sint-Maximinusabdij bij Trier en aan het klooster van Longuyon. 
Dit in het Latijn gestelde testament is overgeleverd in een uniek 10e-eeuws afschrift, bewaard te Koblenz. Onder de erin vermelde verwanten is zijn zus Ermengundis, die ook diaken was. Hij vermeldt verder een niet bij naam genoemde tante, die begraven ligt in de Sint-Joriskerk van Amay. Dankzij de vondst aldaar van haar sarcofaag in 1977 is het bijna zeker dat deze dame te identificeren is met Chrodoara, later bekend geworden als de heilige Oda van Amay.    